# Posadnik (1892)
Posadnik (Посадник), następnie Klas Horn – rosyjska kanonierka torpedowa z końca XIX wieku i okresu I wojny światowej, jedna z sześciu jednostek typu Kazarskij. Okręt został zwodowany 13 kwietnia 1892 roku w stoczni Schichau w Elblągu, a do służby w Marynarce Wojennej Imperium Rosyjskiego wszedł w czerwcu 1892 roku, z przydziałem do Floty Bałtyckiej. Od 1907 roku jednostkę wykorzystywano jako okręt łącznikowy. Okręt został w kwietniu 1918 roku pozostawiony w Pori i następnie wcielony do Fińskiej Marynarki Wojennej, gdzie służył pod nazwą „Klas Horn”. Jednostkę skreślono z listy floty w 1937 roku, po czym wykorzystywano jako hulk do czasu złomowania.

## Projekt i budowa
„Posadnik” był jedną z sześciu kanonierek torpedowych typu Kazarskij (klasyfikowanych początkowo w Rosji jako krążowniki torpedowe) . Okręt należał do pierwszej serii trzech jednostek, które zostały zamówione i zbudowane w Niemczech .
Okręt zbudowany został w stoczni Schichaua w Elblągu, pod numerem budowy 458 . Stępkę pod budowę jednostki położono w sierpniu 1891 roku, został zwodowany 13 kwietnia 1892 roku, a do służby w Marynarce Wojennej Rosji przyjęto go w czerwcu 1892 roku . Koszt budowy okrętu wyniósł 111 000 £.

## Dane taktyczno-techniczne
Okręt był niewielką, jednokominową kanonierką torpedową z dwoma masztami. Długość całkowita wykonanego ze stali kadłuba wynosiła 60,2 metra, szerokość 7,42 metra i zanurzenie 3,25–3,5 metra. Wyporność normalna wynosiła 400 ton, zaś pełna 432 tony . Okręt napędzany był przez maszynę parową potrójnego rozprężania o mocy 3500 KM, do której parę dostarczały dwa kotły lokomotywowe . Jednośrubowy układ napędowy pozwalał osiągnąć prędkość 21-22,5 węzła . Okręt mógł zabrać zapas węgla o masie 90 ton, co zapewniało zasięg wynoszący 1640 Mm przy prędkości 15 węzłów .
Okręt wyposażony był w dwie pojedyncze wyrzutnie torped kalibru 381 mm (jedna na dziobie, druga na pokładzie) . Uzbrojenie artyleryjskie stanowiło sześć pojedynczych dział kal. 47 mm Hotchkiss M1885 L/40 i trzy pojedyncze działka kal. 37 mm L/20, także Hotchkiss .
Załoga okrętu liczyła 65 oficerów, podoficerów i marynarzy .

## Służba
Jednostka weszła w skład Floty Bałtyckiej. W 1904 roku rozważano wysłanie „Posadnika” wraz z II Eskadrą Oceanu Spokojnego na Daleki Wschód w związku z wojną z Japonią, lecz doznał uszkodzeń podczas rejsu na Bałtyku i zrezygnowano z tego, co uchroniło okręt od prawdopodobnego zatopienia pod Cuszimą. 27 września?/10 października 1907 roku „Posadnik” został przeklasyfikowany z krążownika minowego na awizo (roz. posylnoje sudno, okręt łącznikowy). W 1909 roku dokonano pierwszej modernizacji uzbrojenia jednostki, zastępując dwa działa kalibru 47 mm przez dwa działa Hotchkiss kalibru 57 mm L/50 . Następnie w 1910 roku zdemontowano obie wyrzutnie torped oraz wszystkie armaty kalibru 47 mm i 37 mm, instalując w zamian dwa pojedyncze działa Canet kal. 75 mm L/48 i dwa pojedyncze karabiny maszynowe kal. 7,62 mm . W 1911 roku zdjęto jedno działo kalibru 75 mm i oba kalibru 57 mm, montując za to działo kalibru 102 mm L/60 i trzeci karabin maszynowy . Ostatnia zmiana uzbrojenia nastąpiła w 1917 roku, kiedy to w miejsce drugiego działa kalibru 75 mm zainstalowano działo kal. 102 mm i zdemontowano trzeci karabin maszynowy (okręt uzbrojony był w dwa działa kal. 102 mm L/60 i dwa km-y) . W kwietniu 1918 roku porzucony w Pori okręt został zdobyty przez Finów  . Jednostką wcielono do służby w Marynarce Wojennej Finlandii jako kanonierkę pod nazwą „Klas Horn” .
W 1925 roku „Klas Horn” jako okręt flagowy zespołu czterech okrętów brał udział w jesiennym rejsie szkolnym po Zatoce Botnickiej, podczas którego 3 października okręty trafiły w silny sztorm z huraganowym wiatrem i po północy zatonął torpedowiec S2. „Klas Horn” z uszkodzoną nadbudówką i przeciekami dotarł wówczas do Szwecji. W latach 1929–31 służył jako okręt-baza okrętów podwodnych, a następnie szkolny okręt artyleryjski. Okręt skreślono z listy floty z uwagi na zużycie maszynowni w 1937 roku.
Po wycofaniu, dawny „Klas Horn” został przekształcony w hulk bez napędu. W tym charakterze służył dalsze 20 lat, między innymi jako baza hydrograficzna. W pomieszczeniach kotłowni i maszynowni urządzono warsztat. W 1952 roku dzięki reprezentacyjnie wykończonym pomieszczeniom służył jako baza dla sędziów sportów wodnych podczas Letnich Igrzysk Olimpijskich w Helsinkach i gościł członków holenderskiej rodziny królewskiej. Hulk został następnie sprzedany w prywatne ręce i miał służyć jako kawiarnia, lecz w 1962 roku został uszkodzony przez pożar, po czym w 1964 roku został złomowany.